# Cole Sprouse

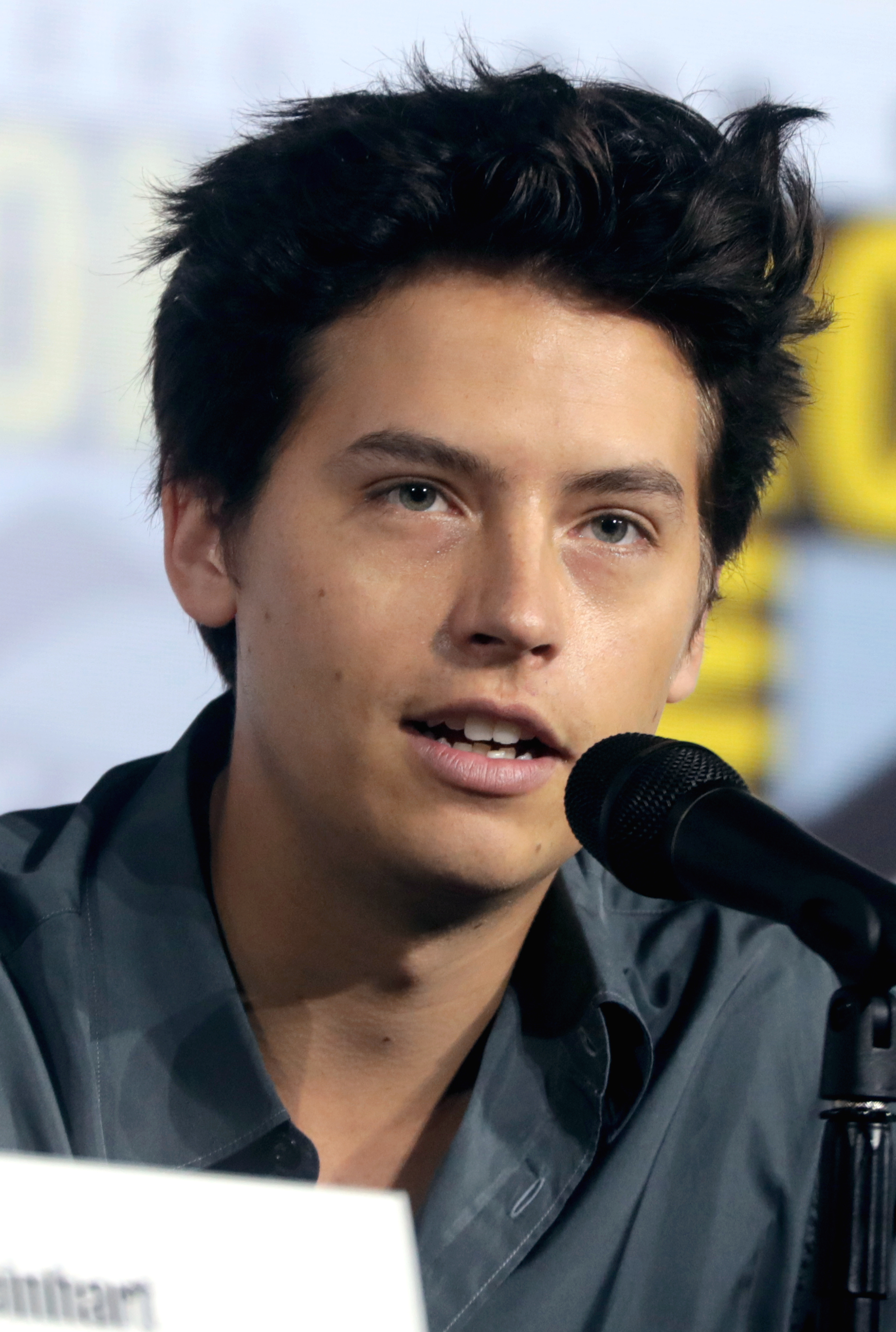
Cole Sprouse (2019)

Cole Mitchell Sprouse (* 4. August 1992 in Arezzo, Italien) ist ein US-amerikanischer Schauspieler und Fotograf, der hauptsächlich durch die Rolle des Cody Martin aus den Disney-Serien Hotel Zack & Cody und Zack & Cody an Bord bekannt ist. In seiner frühen Karriere trat er in verschiedensten Projekten auf, häufig zusammen mit seinem Zwillingsbruder Dylan Sprouse.

## Frühes Leben und Ausbildung

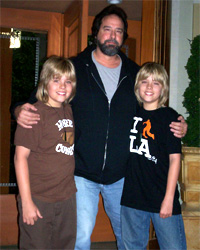
Dylan und Cole Sprouse, in der Mitte Schauspiellehrer Gary Spatz

Sprouse wurde als Kind der US-amerikanischen Einwanderer Matthew Sprouse und Melanie Wright geboren, die an einer englischsprachigen Schule in der Toskana unterrichteten. Er wurde 15 Minuten nach seinem älteren Zwillingsbruder Dylan Sprouse geboren. Einen Großteil seiner Kindheit verbrachte er in Long Beach, Kalifornien.

## Karriere
Sprouse und sein Bruder, Dylan, starteten in einem Alter von acht Monaten mit ihrer Schauspielkarriere, auf Rat ihrer Großmutter Jonine Booth Wright, welche selbst Schauspielerin und Lehrerin war. Viel von seiner frühen Karriere teilte Sprouse mit seinem Bruder – die meisten ihrer ersten Rollen teilten sie sich in Fernsehsendungen, Filmen und Werbesendungen. Ihren ersten Auftritt vor der Kamera hatten sie in einem Werbespot für Toilettenpapier. Einige nennenswerten Rollen, welche er sich mit seinem Bruder teilte, waren die Charaktere Patrick Kelly in der Sitcom Grace (1993–1998), Julian im Film Big Daddy (1999) und dem jungen Pistachio Disguisey in Meister der Verwandlung (2002). Im Jahr 2001 begann Sprouse in einigen Folgen von der NBC-Sitcom Friends aufzutreten, als Ross Gellers Sohn Ben – jene Rolle war die erste Rolle, welche er sich nicht mit seinem Bruder teilte. Als sein Bruder und er älter wurden, begannen sie häufiger separate Rollen zu übernehmen, arbeiteten jedoch immer häufig gemeinsam an denselben Projekten. In der Disney-Channel Serie Hotel Zack & Cody (2005), spielte Sprouse die Rolle des Cody Martin, neben seinem Bruder. In der Spin-Off-Serie Zack & Cody an Bord (2008) schlüpfte er erneut in die Rolle des Cody Martin.
Am 9. Februar 2016 wurde Sprouse als Jughead Jones, für die The-CW-Serie Riverdale, gecastet. Die Serie basiert auf den Charakteren der Archie Comics. Die erste Folge der Serie wurde am 26. Januar 2017 auf dem US-amerikanischen Sender The CW ausgestrahlt. Im Mai 2022 wurde bekanntgegeben, dass die Serie nach der 7. Staffel enden werde. Der Start der finalen Folgen war am 30. März 2023.
Im Jahr 2019 erlangte er eine der Hauptrollen im Film Drei Schritte zu Dir, ein romantisches Drama, welches im Juni 2019 in die deutschen Kinos kam. In diesem Film spielte er die Rolle eines Mukoviszidose-Patienten, welcher sich in ein Mädchen (Haley Lu Richardson) mit derselben Krankheit verliebt. Es war seine zweite große Hauptrolle in einem Kinofilm, 20 Jahre später nach seinem ersten Kinofilm, Big Daddy.
Sprouse produzierte und spielte 2020 im acht Folgen langen Podcast Borrasca mit. Im Jahr 2021 bekam er eine der Hauptrollen im Film Liftoff – Mit dir zum Mars zusammen mit Lana Condor.

## Privat
Im Jahr 2011 begann Sprouse die New York University zu besuchen, nachdem er dies um ein Jahr aufgeschoben hatte. Ursprünglich war er daran interessiert Film- und Fernsehproduktion zu studieren, entschied sich dann jedoch um und studierte Archäologie. Zusammen mit seinem Bruder machte er dort im Jahr 2015 seinen Abschluss. Anschließend arbeitete Sprouse kurzzeitig in der Archäologie. Während seines Studiums nahm er an Ausgrabungen in Europa und Asien teil. Während dieser Zeit grub er bei einer Ausgrabung in Bulgarien eine Maske des Dionysos aus.
Sprouse hat ein großes Interesse an Fotografie. Im Jahr 2011 rief er seine eigene Fotografie-Website ins Leben und nahm zudem Kurse an der NYU. Er hatte schon Aufträge für große Fashion-Herausgeber wie Teen Vogue, L’Uomo Vogue, The Sunday Times Style und W Magazine.
Von Februar 2017 bis März 2020 war er mit der Schauspielkollegin Lili Reinhart liiert.
Nach einer Protestaktion zum Tod von George Floyd wurde er am 31. Mai 2020 in Los Angeles festgenommen.

## Filmografie (Auswahl)
- 1993–1998: Grace (Grace Under Fire, Fernsehserie, 76 Folgen)
- 1998: MADtv (Fernsehserie, Folge 4x01)
- 1999: Big Daddy
- 1999: Die Frau des Astronauten (The Astronaut’s Wife)
- 2000–2002: Friends (Fernsehserie, 7 Folgen)
- 2001: Protokoll eines Sexsüchtigen (Diary of a Sex Addict)
- 2001: The Nightmare Room (Fernsehserie, Folge 1x02)
- 2001: Die wilden Siebziger (That ’70s Show, Fernsehserie, Folge 4x02)
- 2002: Meister der Verwandlung (The Master of Disguise)
- 2002: Die Weihnachtsmann-Affäre (I Saw Mommy Kissing Santa Claus)
- 2003: Apple Jack
- 2003: Just for Kicks
- 2004: The Heart Is Deceitful Above All Things
- 2005–2008: Hotel Zack & Cody (The Suite Life of Zack and Cody)
- 2006: Kuzco’s Königsklasse (The Emperor’s New School, Fernsehserie, Stimme)
- 2006: Raven blickt durch (Fernsehserie, That’s So Raven, Folge 4x22)
- 2007: Plötzlich Star – Eine moderne Mark Twain-Geschichte (A Modern Twain Story – The Prince and the Pauper)
- 2008–2011: Zack & Cody an Bord (The Suite Life on Deck)
- 2008: Immer wieder Jim (Fernsehserie, According To Jim, Folge 7x13)
- 2009: The Kings of Appletown
- 2009: Street Customs (Fernsehserie, Folge „Super Cars für Fernseh-Stars“)
- 2009: Die Zauberer vom Waverly Place (Wizards of Waverly Place, Fernsehserie, Folge 2x25)
- 2009: Hannah Montana (Fernsehserie, Folge 3x20)
- 2010: Kung Fu Magoo (Synchronstimme)
- 2010: Tripp’s Rockband (I’m in the Band, Fernsehserie, Folge 2x01)
- 2011: Zack & Cody – Der Film (The Suite Life Movie)
- 2012: So ein Zufall! (So Random!, Fernsehserie, Folge 1x21)
- 2017–2023: Riverdale (Fernsehserie, 136 Folgen)
- 2019: Drei Schritte zu Dir (Five Feet Apart)
- 2022: Liftoff – Mit dir zum Mars (Moonshot)
- 2024: Lisa Frankenstein
- 2024: I Wish You All The Best
- 2025: The Rivals of Amziah King

## Awards und Nominierungen
- 2006+2007: Young Artist Awards: Nominiert in der Kategorie „Bester Darsteller in einer Fernsehserie – Hauptdarsteller“ für Hotel Zack & Cody
- 2008: Kids’ Choice Awards: Nominiert in der Kategorie „Lieblingsschauspieler“ für Zack & Cody an Bord
- 2009–2011: Kids’ Choice Awards: Nominiert in der Kategorie „Lieblingsschauspieler“ für Zack & Cody an Bord
- 2017: Shorty Awards: Nominiert in der Kategorie „Bester Schauspieler“
- 2017: Teen Choice Awards: Gewinner in der Kategorie „Choice TV Ship (mit Lili Reinhart)“ für Riverdale
- 2017: Teen Choice Awards: Gewinner in der Kategorie „Choice Drama TV Actor“ für Riverdale
- 2018: Teen Choice Awards: Gewinner in der Kategorie „Choice Male Hottie“[20]
- 2018: Teen Choice Awards: Gewinner in der Kategorie „Choice Drama TV Actor“ für Riverdale[20]
- 2018: Teen Choice Awards: Gewinner in der Kategorie „Choice TV Ship (mit Lili Reinhart)“ für Riverdale[20]
- 2018: Teen Choice Awards: Gewinner in der Kategorie „Choice Liplock (mit Lili Reinhart)“ für Riverdale[20]
- 2018: Saturn Awards: Nominiert in der Kategorie „Best Performance by a Younger Actor in a Television Series“ für Riverdale
- 2019: Teen Choice Awards: Nominiert in der Kategorie „Choice Drama Movie Actor“ für Drei Schritte zu Dir
- 2019: Teen Choice Awards: Gewinner in der Kategorie „Choice Drama TV Actor“ für Riverdale
- 2019: Teen Choice Awards: Gewinner in der Kategorie „Choice TV Ship (mit Lili Reinhart)“ für Riverdale
- 2019: 45th People’s Choice Award: Gewinner in der Kategorie „Drama Movie Star of 2019“ für Drei Schritte zu Dir[20]
- 2020: 46th People’s Choice Award: Gewinner in der Kategorie „The Male TV Star of 2020“ für Riverdale[21]

## Diskografie
- „A Dream is a Wish Your Heart Makes“ Disneymania 4, 2005
- „A Dream is a Wish Your Heart Makes“ Princess Disneymania, 2008

## Deutsche Synchronsprecher
Cole wird im Deutschen wie sein Zwillingsbruder bisher überwiegend von Robert Schmalz gesprochen, in Plötzlich Star – Eine moderne Mark Twain-Geschichte von Tobias John von Freyend. In der Serie Friends wurde er 2000 bis 2002 als Ben Geller von Lukas Stegmaier synchronisiert.

## Trivia
Ohne voneinander zu wissen, besuchten Cole Sprouse und seine Riverdale-Schauspielkollegin Camila Mendes parallel die New York University (2017).